# Шашков, Виталий Валентинович
Виталий Валентинович Шашков (род. 22 августа 1960, Алма-Ата, СССР) — советский футболист. в 2014—2020 годах — генеральный директор ПФК «Крылья Советов» (Самара). Заслуженный тренер России.

## Биография
В качестве футболиста играл на позиции вратаря в командах: СКИФ (Алма-Ата), «Согдиана» (Джизак), «Мелиоратор» (Кзыл-Орда), «Восток» (Усть-Каменогорск), «Текстильщик» (Иваново).
Окончил Институт физической культуры в г. Алма-Ата. После завершения карьеры стал тренером. Виталий Шашков одним из первых начал развивать в стране женский футбол. С 1988 по 1992 годы он тренировал женский футбольный клуб «СКА-Мерей» (Алма-Ата). В 1992 году команда переехала в Самару и сменила название на «ЦСК ВВС». Виталию Шашкову в составе тренерского коллектива четыре раза приводил клуб к победе в Чемпионате России по футболу среди женщин.
В декабре 1995 года Конфедерация футбола Бразилии пригласила к участию в турнире «Brazil Cup» сборную России, так как оперативно собрать сборную не представлялось возможным, то в футболках сборной вышли игроки ЦСК ВВС. Команда заняла на турнире третье место проиграв сборным США (1:8) и Бразилии (0:4) и выиграв у команды Украины (3:1).
С 2005 года он трудится в структуре футбольного клуба «Крылья Советов». Долгое время он отвечал за вопросы жизнедеятельности молодёжного состава и клубной школы. В 2010 году Шашков был назначен заместителем спортивного директора команды. Затем он занимал посты занимал посты вице-президента и заместителя генерального директора по спорту.
27 июня 2014 года был назначен на пост генерального директора «Крыльев Советов».
4 августа 2020 года был отправлен в отставку с занимаемой должности.

## Достижения

### Футболиста
- Обладатель Кубка РСФСР: 1986.

### Тренера
- Четырёхкратный чемпион России: 1993, 1994, 1996, 2001.
- Четырёхкратный вице-чемпион России: 1992, 1995, 1997, 1998.
- Обладатель Кубка России: 1994
- Финалист Кубка России: 1995, 1996, 2002
- Обладатель Кубка чемпионов Содружества: 1996
- Участник 1/4 финала Лиги чемпионов среди женщин 2002/03